# الرئاسة
رئاسة
الرئاسة هي إدارة أو سلطة تنفيذية، وهي الكيان الإداري والحكومي الجماعي الذي يوجد حول مكتب رئيس دولة أو أمة. على الرغم من أن الفرع التنفيذي للحكومة في كثير من الأحيان، وغالبًا ما يتم تجسيده من قبل شخص واحد منتخب يشغل منصب «الرئيس»، إلا أن الرئاسة في الواقع تضم مجموعة أكبر من الناس، مثل رؤساء الأركان والمستشارين وغيرهم من البيروقراطيين. على الرغم من أن الرئاسة غالبًا ما يقودها شخص واحد، إلا أنه يمكن أيضًا أن تكون ذات طبيعة جماعية، مثل رئاسة الاتحاد الأوروبي التي يتم عقدها بالتناوب من قبل مختلف الحكومات الوطنية للدول الأعضاء. بدلاً من ذلك، يمكن أيضًا تطبيق مصطلح الرئاسة على السلطة الحاكمة لبعض الكنائس، وقد يشير أيضًا إلى صاحب منصب رئيس غير حكومي في شركة أو شركة أو مؤسسة خيرية أو جامعة أو ما إلى ذلك أو الترتيب المؤسسي حولهم. على سبيل المثال، «رفضت رئاسة الصليب الأحمر دعم فكرته». لم يتم توضيح القواعد والدعم لتثبيط المسؤولية بالنيابة التي تؤدي إلى ضغوط غير ضرورية والإنهاء المبكر للمدة. قد لا تكون هذه حتى الآن مدعومة من قبل مبادرات السماح للدولة. قد تكون المسؤولية المساهمة والاحتيال أكثر طريقتين شيوعًا للإزالة من فترة الولاية و/ أو لمنع إعادة الانتخاب.

## الرئاسة حسب الدولة

### الرئاسة الأمريكية
المقال الرئيسي: رئيس الولايات المتحدة

علم رئيس الولايات المتحدة

يرأس الرئاسة في الولايات المتحدة رئيس له عدة أدوار، مثل:
- رئيس الدولة: الممثل العام الرئيسي للبلد، والذي قد يكون أيضًا رئيس الحكومة.
- القائد العام للقوات المسلحة: القائد المدني للقوات العسكرية للدولة.
- كبير المشرعين: يعطي معلومات للكونغرس للنظر فيها من خلال خطاب حالة الاتحاد والتوصيات للنظر في القوانين الجديدة.
- كبير الدبلوماسيين: الرئيس هو متحدث وطني وزعيم عالمي في نفس الوقت. بصفته ممثلًا لدولة مهاجرين تربطهم علاقات حول العالم، من المتوقع أن يدافع الرئيس عن أمن أمريكا ومصالحها الاقتصادية، وأيضًا تعزيز المبادئ الديمقراطية وحقوق الإنسان على المستوى الدولي. ركز العديد من الرؤساء الذين أحبطت سياساتهم الداخلية بسبب الكونجرس غير المتعاون انتباههم على الشؤون الخارجية، حيث كانت سلطتهم وحريتهم في تحديد السياسة أقل إعاقة.
- الرئيس التنفيذي: يعمل الرئيس بصفته المسؤول الإداري الأول للحكومة، ويتحمل مسؤولية التأكد من تنفيذ القوانين بأمانة. كما يعين الرئيس المسؤولين، بمشورة وموافقة مجلس الشيوخ.

- تجري الولايات المتحدة انتخاباتها الرئاسية كل أربع سنوات. في المؤتمر الوطني، تقوم الأحزاب السياسية الكبرى والصغرى بتسمية المرشحين لمنصب الرئيس ونائب الرئيس. ثم يصوت المواطنون على المرشح الرئاسي ونائب الرئيس من اختيارهم. ومع ذلك، فإن هذه الأصوات لا تنتخب مرشحًا بشكل مباشر. وبدلاً من ذلك، يتم إرسال الأصوات إلى الهيئة الانتخابية، والإدلاء بأصواتها للناخبين الرئاسيين. يفوز المرشح ذو الأغلبية في الهيئة الانتخابية بانتخابات الرئاسة أو نائب الرئيس.[1]

### الرئاسة البرازيلية
المقال الرئيسي: رئيس البرازيل
بصفتها جمهورية ذات سلطة تنفيذية رئاسية، تمنح البرازيل سلطات كبيرة للرئيس. وفقًا للدستور الاتحادي، يسيطر هو أو هي فعليًا على السلطة التنفيذية، ويمثل البلاد في الخارج، ويعين مجلس الوزراء، وبموافقة مجلس الشيوخ الاتحادي، قضاة المحكمة الفيدرالية العليا. الرئيس هو أيضا القائد العام للقوات المسلحة.
يتمتع الرئيس أيضًا بسلطات تشريعية كبيرة، تُمارَس إما عن طريق اقتراح قوانين على الكونغرس الوطني، أو باستخدام Medidas Provisórias (تدابير مؤقتة)، وهي أداة تتمتع بقوة القانون التي يمكن للرئيس أن يسنها في حالات الضرورة والاستعجال، باستثناء إجراء تغييرات على بعض مجالات القانون (لا يمكن استخدام التدابير المؤقتة لتغيير القانون الجنائي أو قانون الانتخابات أو لإلغاء الحقوق الفردية أو لتغيير الإطار الأساسي للدولة- الفصل بين السلطات والجمهورية الاتحادية). يدخل الإجراء المؤقت حيز التنفيذ فورًا، قبل تصويت الكونجرس عليه، ويظل ساريًا لمدة تصل إلى 60 يومًا ما لم يصوت الكونجرس على إلغائه. يمكن تمديد فترة 60 يومًا هذه مرة واحدة، بحد أقصى 120 يومًا. من ناحية أخرى، إذا صوت الكونجرس بالموافقة على الإجراء المؤقت، فإنه يصبح قانونًا فعليًا، مع التغييرات التي يقررها الفرع التشريعي. ينتهي الإجراء المؤقت في نهاية فترة 60 يومًا (أو120 يومًا، في حالة التمديد)، أو قبل ذلك، إذا رفضه أحد مجلسي الكونجرس.

### الرئاسة الفنلندية
المقال الرئيسي: رئيس فنلندا

علم رئيس فنلندا

تقوم الرئاسة الفنلندية على أساس النظام الجمهوري البرلماني. تم تقليص سلطات الرئيس في الإصلاح الدستوري في عام2000، وبعد ذلك في عام2011. يقود الرئيس حاليًا السياسة الخارجية الفنلندية جنبًا إلى جنب مع مجلس الوزراء. لكن شؤون الاتحاد الأوروبي تخضع لسلطة رئيس الوزراء. الرئيس لديه القليل من السلطة المحلية. يمكنه أو يمكنها حل البرلمان، ولكن فقط بناءً على طلب رئيس الوزراء. يمكن للرئيس أن يختار عدم المصادقة على مشروع القانون، لكن هذا يعيده فقط إلى البرلمان، الذي يجب عليه بعد ذلك الموافقة على مشروع القانون مرة أخرى حتى يصبح قانونًا بدون توقيع الرئيس. تم تقليص سلطة الرئيس في تعيين المسؤولين، لكنه لا يزال يعين جميع الضباط العسكريين وكذلك القضاة. الرئيس هو القائد العام لقوات الدفاع الفنلندية. يتمتع الرئيس أيضًا بصلاحية العفو عن أي شخص مُدان بارتكاب جريمة. مع تقليص السلطات الرسمية للرئيس، شدد العديد من المحللين على موقف الرئيس كقائد للقيم. لم يسمح الدستور بانتهاك حقوق الإنسان.

### الرئاسة الفرنسية
المقال الرئيسي: رئيس فرنسا

شعار فرنسا

تقوم الرئاسة الفرنسية على نظام شبه رئاسي حيث يكون كل من الرئيس ورئيس الوزراء مشاركين نشطين في الإدارة اليومية للدولة. يعين الرئيس الفرنسي رئيس الوزراء الذي يقوم بعد ذلك بتشكيل الحكومة. تشمل رئاسة فرنسا الفروع التقليدية الثلاثة: السلطة التنفيذية والقضائية والتشريعية، ولكنها تضم أيضًا فرعًا رابعًا يسمى المجلس الدستوري، والذي يحدد دستورية القوانين الجديدة.
منذ تشكيل الجمهورية الفرنسية الخامسة في عام1958، كان لفرنسا نظام شبه رئاسي. تاريخيًا، لم يكن لفرنسا نظام شبه رئاسي. على سبيل المثال، بين عامي1875 و1958 أثناء الجمهورية الفرنسية الثالثة والجمهورية الفرنسية الرابعة، استندت رئاسة فرنسا إلى نظام برلماني.

### الرئاسة الايرلندية
المقال الرئيسي: رئيس ايرلندا
تم تحديد مكتب رئيس أيرلندا (الأيرلندية: Uachtarán na hÉireann) في دستور أيرلندا. يتم انتخاب الرئيس بالاقتراع الشعبي المباشر. حق الاقتراع عام لأي شخص يبلغ من العمر ثمانية عشر عامًا أو أكبر، وهو مصمم على أن أي شخص مؤهل للتصويت لأعضاء Dáil Éireann (مجلس النواب بالبرلمان)، مؤهل للتصويت للرئيس. يتم التصويت بالاقتراع السري. يحق لكل مواطن يبلغ من العمر خمسة وثلاثين عامًا أو أكثر الترشح لرئاسة الجمهورية؛ ويجب أن يتم ترشيحهم إما من قبل عشرين أو أكثر من النواب من مجلسي Oireachtas (البرلمان الوطني) أو أربع مقاطعات إدارية. مدة العضوية سبع سنوات ولا يجوز لأي رئيس أن يخدم أكثر من فترتين. يجب أن يقيم الرئيس في دبلن أو بالقرب منها. يعمل الرئيس كرئيس دبلوماسي ويمثل جميع شعب أيرلندا في ارتباطاتهم في الداخل أو في الخارج. لا يتمتع الرئيس بسلطة تنفيذية، ولا يشرع سلطاته إلا وفقًا لتقدير بقية الحكومة. ومع ذلك، يتمتع الرئيس بسلطة تقديرية مطلقة في بعض الحالات، ومن الأمثلة على ذلك أنه يمكن للرئيس إحالة مشروع قانون إلى المحكمة العليا للبت في دستوريته. واجب آخر للرئيس هو تعيين Taoiseach (رئيس الوزراء)، على النحو الذي رشحه Dáil Éireann (مجلس النواب بالبرلمان). يمكن للرئيس بعد ذلك تعيين وزراء آخرين في الحكومة عن طريق ترشيح تاويستش. الرئيس هو قائد قوات الدفاع. رئيس أيرلندا منذ عام 2012 هو مايكل دي هيغينز، الذي تم انتخابه في أكتوبر2011.

### الرئاسة الإيطالية
المقال الرئيسي: رئيس ايطاليا
تستند الرئاسة الإيطالية إلى نظام جمهوري برلماني، حيث يكون كل من الرئيس ورئيس الوزراء مشاركين نشطين في إدارة الدولة، ولكن حيث يحتفظ رئيس الوزراء بحكم الأمر الواقع بأغلبية السلطة، بينما يظل
الرئيس هو الرئيس الاسمي لـ حالة.

علم رئيس وزراء ايطاليا

يهدف الرئيس إلى تمثيل الوحدة الوطنية وضمان امتثال السياسة الإيطالية للدستور. على الرغم من أن رئيس الوزراء يعتبر رئيسًا للحكومة، إلا أن ترتيب الأسبقية الإيطالي الرسمي يسرد المكتب على أنه احتفالي رابع أهم مكتب دولة إيطالي. كما يعتبر الزعيم الفعلي للحكومة الإيطالية. يعين رئيس الوزراء مجلس الوزراء ومسؤولي مجلس الوزراء في منطقة مناصبهم الصحيحة. يقدم رئيس الجمهورية دعمًا واسعًا من جميع الأحزاب السياسية. رئيس الجمهورية يعين رئيس وزراء إيطاليا ويقبل نصيحة رئيس الوزراء. تشمل الحكومة الإيطالية الفروع التقليدية الثلاثة: التنفيذية والقضائية والتشريعية.

### الرئيس التنفيذي الأسترالي
المقال الرئيسي: الحاكم العام لأستراليا
تتمتع أستراليا بنظام ملكي دستوري- وهو شكل من أشكال الحكم يعمل فيه الملك كرئيس للدولة ضمن معايير الدستور. يمكن أن يكون الدستور مكتوبًا أو غير محصور أو ممزوجًا. ويستخدم ما يسمى «النظام البرلماني للحكم»، وهو النظام الذي يدير السلطة التنفيذية التي تحصل بعد ذلك على الشرعية الديمقراطية من الهيئة التشريعية. تعرف الهيئة التشريعية في أستراليا بأنها «برلمان من مجلسين». يرأس الفرع التنفيذي للحكومة الأسترالية مجلس تنفيذي اتحادي، حيث ينصح رئيس الوزراء ووزراء الدولة الحاكم العام.

### الرئاسة الألمانية
المقال الرئيسي: رئيس ألمانيا
رئيس الدولة هو رئيس ألمانيا، حيث يكمل الرئيس فترة ولاية مدتها خمس سنوات ويمكن إعادة انتخابه بعد تلك الفترة التي مدتها خمس سنوات لمرة واحدة فقط. لديه أدوار مماثلة مثل البلدان الأخرى. يمثل ألمانيا بصفته القائد العام للجيش، وله دور وزير الدفاع ولا يمكن لألمانيا إعلان حالة الحرب دون موافقة الرئيس. يقوم الرئيس بعد ذلك بتعيين ما يسمى بالمستشار، والذي يُعرف باسم رئيس الدولة في ألمانيا. وهو الدور الذي يمكن مقارنته إلى حد كبير برئيس الوزراء كما هو الحال في البلدان الأخرى. هناك العديد من الأدوار التي تؤديها المستشارة هنا ومن بينها. يقدم المستشار القانون الأساسي ويحدد بالنسبة لحزبهم تشكيل مجلس الوزراء الاتحادي. لكن الرئيس يعطي بعد ذلك توصية بشأن تعيين وإقالة وزير في الحكومة، من خلال مجلس الوزراء الاتحادي. ثم ينتهج المستشارة ثلاثة مبادئ رئيسية. الأول يسمى مبادئ المستشار حيث يكون هو أو هي مسؤولاً عن جميع سياسات الحكومة. الثاني يسمى مبدأ الاستقلالية الوزارية حيث يقوم المستشار بإعداد كل شيء من أجل التشريع ويقترح قوانين أخرى يرمي بها مجلس الوزراء والثالث يسمى مبدأ مجلس الوزراء حيث كانت هذه الدعوات لخلافات بين الوزراء الفيدراليين حول الأمور المتعلقة بالولاية القضائية أو الميزانية، في والتي يتم تسويتها من قبل مجلس الوزراء. تتمتع ألمانيا بما يسمى بالسلطة التشريعية الفيدرالية المقسمة بين البوندستاغ والبوندسرات. يتم انتخاب البوندستاغ من قبل الشعب الألماني. ليكون البوندسترات يمثل الدول الإقليمية. يبدو أن البوندستاغ أقوى من البوندسرات. والسبب هو أن البوندستاغ لديها المزيد من الصلاحيات والمسؤوليات التي تمنحها الدول لها. يوجد في الفرع القضائي في ألمانيا ثلاث محاكم هي المحاكم العادية والمحاكم المتخصصة والمحاكم الدستورية. المحاكم العادية تتعامل مع القضايا الجنائية والمدنية. المحاكم المتخصصة، تتعامل مع القانون الإداري والعمالي والاجتماعي والضريبي وقانون براءات الاختراع، وتتعامل المحاكم الدستورية مع المزيد من المراجعة القضائية والتفسير الدستوري. إن الشيء المهم في دستور ألمانيا هو الحرية الفردية، التي توفر الحماية للحرية الفردية في قائمة واسعة من حقوق الإنسان، كما تقسم السلطات بين المستويات الفيدرالية ومستويات الولاية التي تقع بين السلطات التشريعية والتنفيذية والقضائية.

### الرئاسة الأيسلندية
المقال الرئيسي: رئيس آيسلندا
حكومة آيسلندا جمهورية دستورية، لها ثلاثة فروع منفصلة. رئيس الحكومة هو رئيس الوزراء الذي يشكل جزءًا من السلطة التنفيذية. رئيس الدولة هو رئيس السلطة التنفيذية. يتم انتخاب رئيس أيسلندا لمدة أربع سنوات، ولكن لا توجد حدود لفترة الولاية. يتم إجراء هذا التصويت عن طريق التصويت الشعبي المباشر. تتمتع أيسلندا بحق الاقتراع العام للمواطنين بعمر ثمانية عشر عامًا فما فوق. وجرت آخر انتخابات رئاسية في عام 2016.
من أجل الترشح لمنصب الرئيس، يجب ألا يقل عمر الشخص عن خمسة وثلاثين عامًا وأن يفي بالمتطلبات اللازمة ليتم انتخابه في الثينغي، برلمان البلاد. لكن الرئيس لا يمكنه شغل مقعد في الثينغي. تبدأ فترة ولاية الرئيس في الأول من آب (أغسطس). وفقًا للمادة الثانية عشرة من دستور أيسلندا، يجب أن يعيش الرئيس في أو بالقرب من ريكيافيك، عاصمة أيسلندا. عند توليه منصبه، يجب على الرئيس أن يقسم اليمين على احترام الدستور. يعهد الرئيس سلطته إلى الوزراء الذين يعينهم. كما يعين الرئيس بعض المسؤولين الحكوميين. يمكن للرئيس إما قبول أو رفض مشروع قانون وضعه الثينغي. إذا وافق الرئيس على مشروع القانون، يتم توقيعه ليصبح قانونًا. إذا تم رفض مشروع القانون، يتم إرساله إلى الشعب للتصويت عليه في أقرب وقت ممكن.

### الرئاسة الروسية
المقال الرئيسي: رئيس روسيا

معيار رئيس روسيا

وفقًا لدستور روسيا، فإن الدولة هي جمهورية فيدرالية وشبه رئاسية، حيث يكون الرئيس هو رأس الدولة ورئيس الوزراء هو رأس الحكومة. رئيس الاتحاد الروسي هو رئيس الدولة والقائد الأعلى للقوات المسلحة وشغل أعلى منصب داخل الاتحاد الروسي. على الرغم من حقيقة أن دستور روسيا لا ينص صراحة على أن الرئيس هو رئيس السلطة التنفيذية، فإن السلطة التنفيذية مقسمة بحكم الأمر الواقع بين الرئيس ورئيس الوزراء، الذي هو رئيس الحكومة.

### رئاسة سويسرا
المقال الرئيسي: رئيس الاتحاد السويسري
يتمثل الجانب الفريد للحكومة والسياسة في سويسرا في أنه يمكن لأي مواطن تحدي أي قانون يصوت عليه البرلمان الفيدرالي ويمكن لأي مواطن إدخال تعديل جديد على الدستور الفيدرالي، مما يجعل سويسرا أقرب مثال للديمقراطية المباشرة في العالم اليوم. في التعريف، الديمقراطية المباشرة هي المقدار غير العادي للمشاركة التي يمكن أن يحصل عليها المواطن في عملية التشريع. ومع ذلك، فإن تكييف الديمقراطية المباشرة لسويسرا يعود إلى القرن الثاني عشر خلال العصور الوسطى.
رئيس سويسرا هو عضو حالي في الفرع التنفيذي لسويسرا، وهو المجلس الفيدرالي السويسري المكون من سبعة أعضاء. السلطة الرئاسية في سويسرا محدودة، بما يتفق مع التزامها بالديمقراطية المباشرة. يمكن انتخاب أي مواطن سويسري مؤهل لعضوية المجلس الوطني؛ لا يتعين على المرشحين التسجيل في الانتخابات أو أن يكونوا أعضاء فعليًا في المجلس الوطني. على عكس معظم البلدان، حيث يمكن أن تصل فترة الرئاسة إلى ثماني سنوات (فترتان مدة كل منهما أربع سنوات)، يتم تعيين رئيس الاتحاد السويسري لمدة عام واحد فقط في كل مرة. يترأس رئيس الاتحاد اجتماعات المجلس الاتحادي ويضطلع بمهام تمثيلية خاصة، مع الاستمرار في رئاسة إداراتهم. الرئيس السويسري ليس هو رئيس الدولة. يدير المجلس الاتحادي كل من رئيس الدولة ورئيس الحكومة، مما يؤكد أن السلطة التنفيذية لا تتركز على شخص واحد فقط. تقليديا، يتم التناوب على واجب الرئاسة بين الأعضاء حسب الأقدمية ويصبح نائب رئيس العام السابق هو الرئيس.

## نائب الرئيس

### نائب الرئيس الأمريكي
المقال الرئيسي: نائب رئيس الولايات المتحدة

خاتم نائب رئيس الولايات المتحدة

في الولايات المتحدة، نائب الرئيس هو الثاني في قيادة البلاد ويرأس أيضًا بصفته رئيس مجلس الشيوخ. يجوز لنائب الرئيس كسر التعادل في الأصوات في غرفة مجلس الشيوخ ويمكن أيضًا تكليفه بمهام إضافية من قبل الرئيس. يتم اختيار نائب الرئيس أحيانًا لأغراض انتخابية، للمساعدة في موازنة ضعف المرشح الرئاسي. بالنسبة للعديد من نواب الرئيس، لم تكن واجباتهم شاقة، ولكن في الآونة الأخيرة زادت هذه المهام مع تفويض المزيد من المسؤوليات من قبل الرئيس. في حالة عزل الرئيس من منصبه، أو وفاته، أو استقالته، أو عدم قدرته على القيام بصلاحيات وواجبات هذا المنصب، فإن ذلك يؤول إلى نائب الرئيس. راتب نائب الرئيس، اعتبارًا من عام 2011، هو 230700 دولار. يعتبر منصب نائب رئيس الولايات المتحدة فريدًا من حيث «أنه المكتب الوحيد الذي يشارك في فرعين من الفروع الثلاثة للحكومة».

### نائب الرئيس البرازيلي
المقال الرئيسي: نائب رئيس البرازيل
يتولى نائب الرئيس رئاسة جمهورية البرازيل الاتحادية في حالة عدم تمكن الرئيس من القيام بواجباته. يصبح نائب الرئيس أيضًا «الرئيس بالنيابة» عندما يكون الرئيس بعيدًا أو عندما لا يكون متاحًا.

علم نائب رئيس البرازيل

### نائب رئيس الوزراء البريطاني
المقال الرئيسي: نائب رئيس وزراء المملكة المتحدة
مثل العديد من الأنظمة البرلمانية، يجوز لرئيس الوزراء تعيين نائب رئيس الوزراء، الذي يخدم العديد من واجبات نائب الرئيس التقليدي. نظرًا لأن نائب رئيس الوزراء لا يمتلك سلطات قانونية، فلن يتولى تلقائيًا مهام رئيس الوزراء، في حالة الاستسلام أو الاستقالة. غالبًا ما يُنظر إلى المنصب على أنه شرف، وبالتالي يتمتع بالعديد من سلطات نائب الرئيس التقليدية بطريقة واقعية.

### نائب المستشار الألماني
نائب المستشار الألماني لا يتولى منصب المستشار، بل يختار الرئيس وزيراً خلفاً لمنصب المستشار. عادة ما يكون نائب المستشار عضوًا في مجلس الوزراء.

## الانتقال الرئاسي في الولايات المتحدة
في الولايات المتحدة، تُجرى انتخابات رئاسية كل أربع سنوات. في حين أن عمليات الانتقال بين الرؤساء سلمية، إلا أنها معقدة للغاية ومكلفة. بعد أن يؤدي الرئيس المنتخب اليمين، فإن أحد التزاماته الأساسية هو بناء إدارته. أكثر هذه الواجبات شهرة هو تعيين أعضاء حكومته (وزير الخارجية، وزير الخزانة، وزير الدفاع، وما إلى ذلك). في المجموع، يقوم الرئيس بتعيين6000 إلى 9000 تعيين، على الرغم من أن له الحق في تعيين ما يصل إلى 700000 في البيروقراطية الفيدرالية. في بعض الأحيان، يسمح الرئيس بتعيين تعيينات من الإدارة السابقة للحفاظ على مناصبهم. «عادة ما تشمل هذه التعيينات ما يلي: أعضاء مجلس الوزراء ورؤساء الوكالات التنفيذية الأخرى؛ وكلاء الوزارات الأمناء المساعدون مديرو المكاتب والخدمات؛ ورؤساء وأعضاء المجالس واللجان واللجان. غالبًا ما يتم تفويض هذه التعيينات بموجب أحكام محددة من القانون أو تتم الموافقة عليها من قبل مجلس الشيوخ.»
حتى عام1963، دفع الرئيس المنتخب تكاليف انتقاله السلس. في عام1963، أصدر الكونجرس قانون الانتقال الرئاسي، والذي يخصص ما يصل إلى 900000 دولار. هناك ثلاثة أنواع مختلفة من المناصب التي يمكن للرئيس تفويضها.
- السلطة الفلسطينية- الرئاسة تعين المسؤولين من جانب واحد.
- نظام تقييم الأداء- يتمتع الرئيس بالقدرة على تعيين المسؤولين بمشورة وموافقة مجلس الشيوخ.
- الخدمة التنفيذية العليا- خدمة تنفيذية عليا غير مهنية- يتم تعيينها "على أساس مسؤوليتها في الدفاع عن السياسة العامة.

شخصية سرية. (يشار إليه أحيانًا باسم موضع «الجدول ج»)
متوسط عمر الخدمة التنفيذية العليا هو54 ويخدم لمدة 23 عامًا.
هناك مستويات مختلفة للأجور للموظفين التنفيذيين، تتراوح من 114,500 دولار إلى 157,000 دولار. رواتب المدنيين للوكالات التنفيذية ما يقرب من 12 مليون في السنة. بلغ التعويض التنفيذي المباشر 129,923 مليون دولار والمزايا الشخصية 47,596 مليون دولار. (اعتبارًا من سبتمبر 2006)

## عزل الرئيس أو إقالته

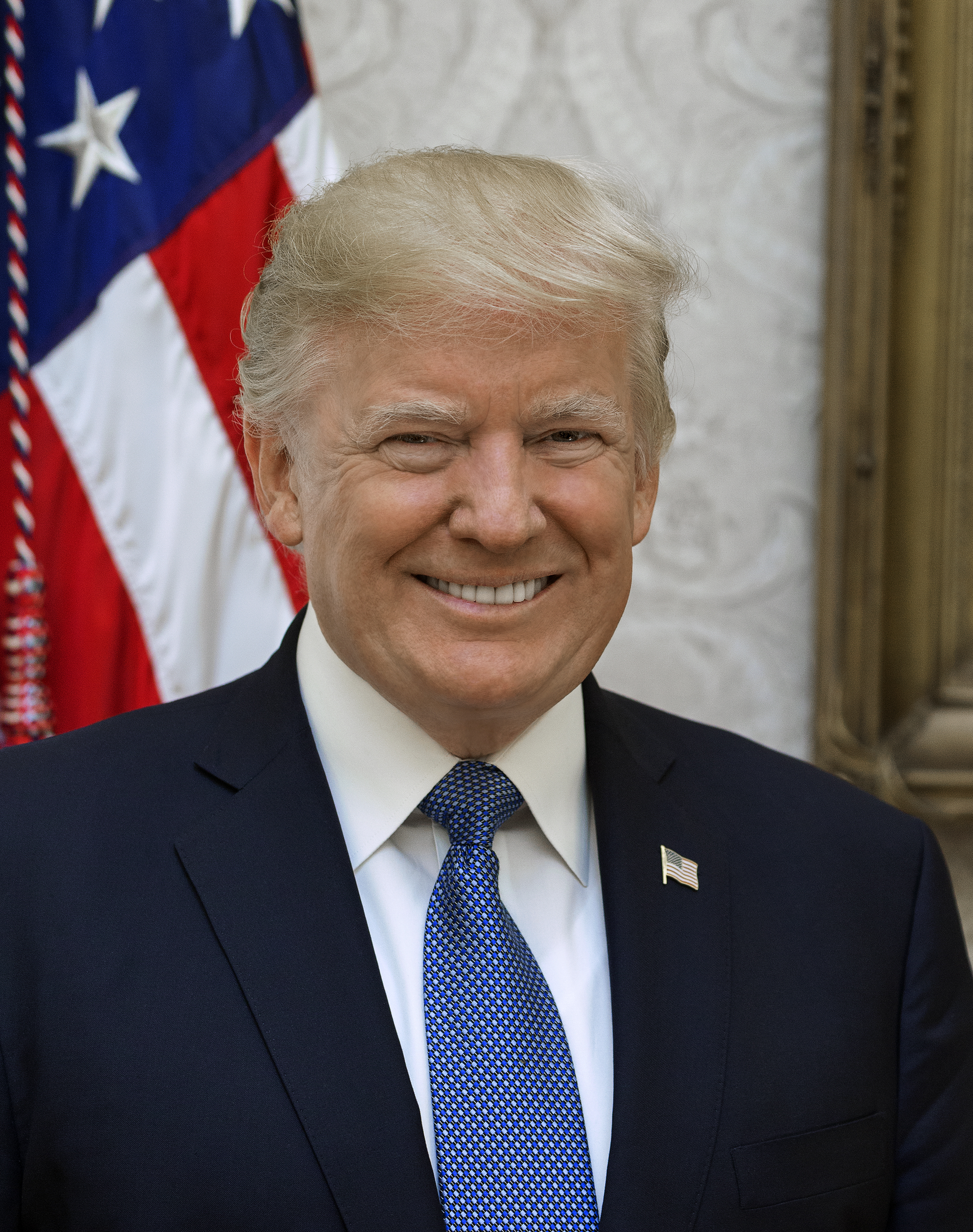
رئيس الولايات المتحدة دونالد ترامب هو أول رئيس في تاريخ الولايات المتحدة يتم عزله مرتين.

يمكن عزل الرئيس أو عزله من منصبه في حكومة الدولة لخرقه أو تجاهل القوانين أو الإجراءات المختلفة التي تكتبها تلك الأمة. تختلف عملية العزل أو المساءلة باختلاف الأمة والشكل المحدد للحكومة. على سبيل المثال، تختلف عملية عزل رئيس الولايات المتحدة تمامًا عن تلك الخاصة بفرنسا. يُمنح رئيس فرنسا ما يسمى سلطة الحصانة طوال فترة رئاسته. تنص سلطة الحصانة هذه على أنه لا يمكن محاكمة الرئيس أو الطلب منه الشهادة أمام أي اختصاص قضائي. ومع ذلك ، لا يزال من الممكن عزلهم فقط من قبل المحكمة العليا. المحكمة العليا هي محكمة ينقلها مجلسا البرلمان. في الولايات المتحدة، تبدأ عملية الإقالة في مجلس النواب، حيث يتم اتهام الرئيس أولاً بارتكاب إما رشوة أو خيانة أو جرائم كبرى أخرى بما في ذلك الجنح. إذا وافق مجلس النواب على تصويت الأغلبية لعزل الرئيس، يقوم مجلس الشيوخ بعد ذلك بإجراء المحاكمة لعزلهم من المنصب. في حالة إدانة الرئيس، يتم عزله من منصبه واستبداله بنائب الرئيس للفترة المتبقية. إذا تمت تبرئة الرئيس في المحكمة، فسيستمر في خدمة بقية فترته كرئيس.

## حماية رئاسة الجمهورية

### حماية الرؤساء السابقين للولايات المتحدة
بالنسبة للرؤساء السابقين الذين تولى مناصبهم قبل1 يناير1997، يحق لهم حماية مدى الحياة التي تنفذها الخدمة السرية. كما تُمنح حماية زوجة الرئيس حتى الوفاة أو في حالة الزواج مرة أخرى. في عام 1984 تم سن القدرة على رفض حماية الخدمة السرية من خلال تشريع تم سنه. لا يتم الإعلان عن تكاليف حماية الرؤساء السابقين والمعالين من قبل الخدمة السرية لأسباب أمنية. الرؤساء السابقون الذين تسلموا مناصبهم بعد1 يناير1997 مقيدة بعشر سنوات من الحماية لأنفسهم وأزواجهم. تنتهي حماية الزوج عند الطلاق أو الزواج مرة أخرى أو وفاة الرئيس السابق. وفقًا للتعديل الخامس والعشرين لدستور الولايات المتحدة، فإن وفاة رئيس ما يزال نشطًا في المنصب تمنح تلقائيًا لزوجته أو زوجها حق الحصول على خدمات الحماية لمدة عام واحد. ومع ذلك، يمكن إصدار تصريح بالحماية من قبل وزير الأمن الداخلي. يتم ضمان نفس الخدمات لأبناء الرؤساء السابقين، حتى سن16، طالما أن الفترة الزمنية لا تتجاوز10 سنوات. بالإضافة إلى الحماية المباشرة، كان للخدمة السرية الحق في التحقيق في أي تهديدات محتملة ضد الرؤساء السابقين ومعاليهم بموجب قانون الحماية من التهديدات الرئاسية الصادر في عام2000. ويمكن فك شفرة القانون الذي أقره الكونجرس رقم106 على النحو التالي: تعديل القسم879 من العنوان18، قانون الولايات المتحدة، لتوفير تغطية أوضح للتهديدات الموجهة ضد الرؤساء السابقين وأفراد أسرهم، ولأغراض أخرى.

## خط الخلافة الرئاسي

### الولايات المتحدة الأمريكية
المقال الرئيسي: خط الخلافة الرئاسية للولايات المتحدة
نص الدستور الأصلي للولايات المتحدة على أن نائب الرئيس يخلف الرئيس فقط في حالة عجز الرئيس. في حالة عجز كل من الرئيس ونائبه، سيعين الكونغرس رئيسًا بالنيابة. في عام1791، منح مؤسسو الولايات المتحدة نائب الرئيس فقط لاغتصاب الرئيس وكان ساري المفعول حتى عام1885. في عام1947، تغير هذا مع إقرار قانون الخلافة الرئاسية، الذي يسمح لرئيس مجلس النواب، والرئيس برو تيمبور، والحكومة بخلافة الرئيس. قبل إقرار قانون الخلافة الرئاسية، تم وضع نظام الخلافة للإبقاء على السلطة التنفيذية لرئاسة منفصلة عن السلطة التشريعية.
قانون الخلافة الرئاسية الأول (سارٍ بين 1886-1947):
1. نائب الرئيس
2. وزير الخارجية
3. وزير الخزانة
4. وزير الحرب

الخط الرئاسي اعتبارًا من عام 1947
1. نائب الرئيس
2. رئيس مجلس النواب
3. الرئيس المؤيد لمجلس الشيوخ
4. أعضاء مجلس الوزراء

### البرازيل
المقال الرئيسي: خط الخلافة الرئاسي البرازيلي
1. نائب رئيس البرازيل
2. رئيس مجلس النواب البرازيلي
3. رئيس مجلس الشيوخ البرازيلي
4. رئيس المحكمة الاتحادية العليا

في حالة عجز الرئيس ونائبه ، يقع خط الخلافة بالتتابع لرئيس مجلس النواب ، ورئيس مجلس الشيوخ ، ورئيس المحكمة الاتحادية العليا (Supremo Tribunal Federal-STF). إذا تم إكمال أقل من نصف التفويض ، فيجب إجراء انتخابات تكميلية في غضون تسعين يومًا. إذا تم الانتهاء من أكثر من نصف التفويض ، ينتخب الكونجرس رئيسًا جديدًا ونائبًا للرئيس في غضون ثلاثين يومًا.

### فرنسا
المقال الرئيسي: رئيس فرنسا § الخلافة والعجز
1. رئيس الجمهورية (رئيس الدولة) / رئيس الوزراء (رئيس الحكومة)
2. رئيس مجلس الشيوخ (فرنسا)
3. وزارة الشؤون الخارجية والأوروبية (فرنسا) (عضو مجلس الوزراء)
4. وزير الدفاع (فرنسا) (عضو مجلس الوزراء)
5. وزارة البيئة والتنمية المستدامة والنقل والإسكان (عضو مجلس الوزراء)
6. وزير العدل (فرنسا) (عضو مجلس الوزراء)

يشار إلى مجلس الوزراء الفرنسي باسم مجلس الوزراء أو المجلس التنفيذي. يعمل رئيس مجلس الشيوخ كرئيس عندما لا يستطيع الرئيس القيام بواجباته.

### إيطاليا
1. رئيس الجمهورية الإيطالية (رئيس الدولة)
2. رئيس وزراء إيطاليا (رئيس مجلس الوزراء)- معين من قبل رئيس الجمهورية
3. أعضاء مجلس الوزراء

### أستراليا
1. رئيس وزراء استراليا
2. نائب رئيس الوزراء (دائمًا عضو في مجلس الوزراء)

### اليابان
1. رئيس وزراء اليابان
2. نائب رئيس وزراء اليابان

### ألمانيا
1. مستشار ألمانيا
2. نائب مستشار ألمانيا

يعمل نائب المستشار كمستشار حتى يتمكن البرلمان من انتخاب مستشار جديد.

### النمسا
1. مستشار النمسا
2. نائب مستشار النمسا

## تعويضات رئاسية ونائبة وتشريعية

### الولايات المتحدة الأمريكية
- تعويض رئيس الولايات المتحدة

الحد الأقصى للراتب الرئاسي للولايات المتحدة هو400000 دولار في السنة. تم تحديد الحد الأقصى الحالي للرواتب في عام2001، وهو مصمم لمراعاة الزيادات في تكلفة المعيشة. كان جورج دبليو بوش أول رئيس أمريكي يتلقى هذا المبلغ. قبل عام2001، تم تحديد سقف المرتبات بمبلغ200000 دولار في السنة. بالإضافة إلى الراتب الأساسي، في عام1949، بدأ الرئيس في تلقي حساب مصروف قيمته50000 دولار. يمكن الاطلاع على تفاصيل وقواعد تعويض رئاسة الولايات المتحدة في دستور الولايات المتحدة بموجب المادة الثانية، القسم الأول وفي القانون الأمريكي تحت الباب الثالث، الفصل الثاني.
- حسابات المصاريف الإضافية

بالإضافة إلى حساب المصروفات البالغ50000 دولار الذي تم تنفيذه في عام 1949، يتلقى هو أوهي أيضًا العديد من مدفوعات النفقات الأخرى. تم تخصيص هذه الأموال لتغطية النفقات بما في ذلك النفقات الرسمية لمكتب البيت الأبيض، ونفقات الترفيه ونفقات السفر لأي شخص يسافر مع الرئيس. كما يتم منح حساب «الاحتياجات غير المتوقعة». يجب ألا يتجاوز هذا الحساب أكثر من مليون دولار سنويًا ويعمل كنسخة احتياطية لمثال يتجاوز فيه الرئيس الميزانية في حسابات أخرى.
- التقاعد لرئاسة الجمهورية

بمجرد أن يتخلى الرئيس عن منصبه، فإنه يتلقى معاشًا سنويًا لا يقل عن150 ألف دولار. يجب أن يكون المعاش التقاعدي مساوياً لمعاش عضو مجلس الوزراء الحالي. يتم منح امتيازات إضافية للرؤساء السابقين، بما في ذلك الخدمة البريدية المجانية وما يصل إلى 96000 دولار لمساحة المكاتب. أيضًا، بعد انتهاء فترة ولايتهم، يتم تخصيص150 ألف دولار أمريكي سنويًا للرؤساء السابقين للمساعدة في الانتقال من الرئاسة إلى الحياة المدنية لأول30 شهرًا بعد تركهم مناصبهم.
- نائب الرئيس- $ 230,700[26]

يتلقى مزايا حماية مماثلة للرئيس
لا يتلقى معاشا تلقائيا كنائب للرئيس. كرئيس لمجلس الشيوخ، يتلقى نائب الرئيس معاشًا كعضو في الكونغرس.
- السيناتور-174000 دولار

راتب العضو القيادي أعلى.
متوسط المعاشات التقاعدية-35952 دولارًا-60972 دولارًا
- عضو مجلس النواب-174000 دولار

راتب العضو القيادي أعلى.

### البرازيل
رئيس البرازيل- $320,678 (347.400,69 ريال برازيلي)
"الحماية الأمنية الدائمة (بواسطة الحرس الرئاسي- Batalhão da Guarda Presidencial)
استخدام مركبتين رسميتين (مدى الحياة)
تمويل المستودع لمكتبة رئاسية
معاش شهري مدى الحياة للأرامل والبنات غير المتزوجات لرؤساء سابقين؛
معاش أبناء الرؤساء السابقين حتى بلوغهم سن الرشد في حال وفاة رئيس أو رئيس سابق وترك الابن القاصر".

### فرنسا
رئيس فرنسا178,923.72 يورو (14,910.31 يورو / شهر)

### سنغافورة
- رئيس سنغافورة-1.54 مليون دولار سنغافوري
- رئيس وزراء سنغافورة-2.2 مليون دولار سنغافوري[29]

### المملكة المتحدة
- رئيس وزراء المملكة المتحدة [29]-309.394.64 دولار
- نائب رئيس وزراء المملكة المتحدة [29]- 209,504.25 دولار (134,565 جنيه إسترليني)
- أعضاء برلمانيون [29]-101,826.24 دولار (65738 جنيه إسترليني

يتلقى أعضاء البرلمان البدلات، ونفقات السفر، والقرطاسية والبريد

### إيطاليا
رئيس وزراء إيطاليا- $220924.70

### أستراليا
- رئيس وزراء أستراليا- $354,671[30]
- نائب رئيس وزراء أستراليا- $279,644

عند القيام بأعمال رئيس الوزراء، يتقاضى نائب رئيس الوزراء نفس معدل الراتب السنوي الذي يُدفع لرئيس الوزراء.
- وزير مجلس الوزراء- 235.310 دولار
- عضو مجلس النواب- 136412 دولار

### اليابان
- رئيس وزراء اليابان-343000 دولار
- مجلس النواب ومجلس المستشارين-211 ألف دولار

اليابان لديها المشرعين الأعلى أجرا في العالم.

### ألمانيا
مستشار ألمانيا (رئيس الوزراء)-381.198.40 دولار

## انضر ايضاً
- كامبل ضد كلينتون رئاسة البوسنة والهرسك
- الرئاسة الأولى رئاسة مجلس الاتحاد الأوروبي
- الرئاسة الامبراطورية المجلس الفدرالي السويسري- رئيس جماعي للدولة
- رئاسات الهند البريطانية قرار سلطات الحرب